# ギャランドゥ
「ギャランドゥ」は、西城秀樹の44枚目のシングル。1983年2月1日にRCAから発売された。

## 解説
デビュー時から在籍していた芸映を独立してからの第1弾シングルとしてリリースされた。作詞・作曲は親交のあった、もんたよしのりである。もんたが西城の家に遊びに来た際に、たった一晩で作りあげた曲だといわれている。
オリコンでは最高位14位（100位内14週）、13.7万枚のセールスとなった。
第25回日本レコード大賞では、6年連続となる金賞を受賞した。
『第34回NHK紅白歌合戦』では、白組のトップバッターとして本作を歌唱した。
B面曲の「ロマンス -禁じられた遊び-」はフリオ・イグレシアスの「愛のロマンス」（原曲は映画『禁じられた遊び』の主題歌）をカバーしたものである。郷ひろみもほぼ同時期に同曲のカバー「ロマンス」をリリースしている。

## エピソード
- 本作のリリースに際して、1982年12月下旬に散髪。デビュー以来、初めてサイドを耳が出るほど短くした。
- NHK『レッツゴーヤング』でレコード発売に先駆けて歌った際には、冒頭を「♪気が狂うほど～」という歌詞で歌ったが、レコード化にあたって表現を自主規制し、現在の「♪くやしいけれど～」に変更することになった。

## 収録曲
（全編曲：大谷和夫）
1. ギャランドゥ
作詞・作曲：もんたよしのり
2. ロマンス -禁じられた遊び-
作詞・作曲：J.lglesias-R.Ferro,Cecilia／訳詞：あまがいりゅうじ

## 「ギャランドゥ」のカバー
- もんたよしのり - セルフカバー、1983年
- 蔡惠英 - 北京語カバー、マレーシア
- KinKi Kids  - 『KinKi Kids'96 1996.1.13 yoyogi white theater』に収録、1996年
- MILLENNIUM EVE（中山加奈子、杏子、中村美紀、仙波さとみ、MITSUKO） - 『西城秀樹ROCKトリビュート KIDS WANNA ROCK!』に収録、1997年
- グラサン（安元洋貴） - 『歌声喫茶方舟 〜アキナイチュウ〜』に収録、2009年

## 収録アルバム
- 『It's You』

## タイトルの意味

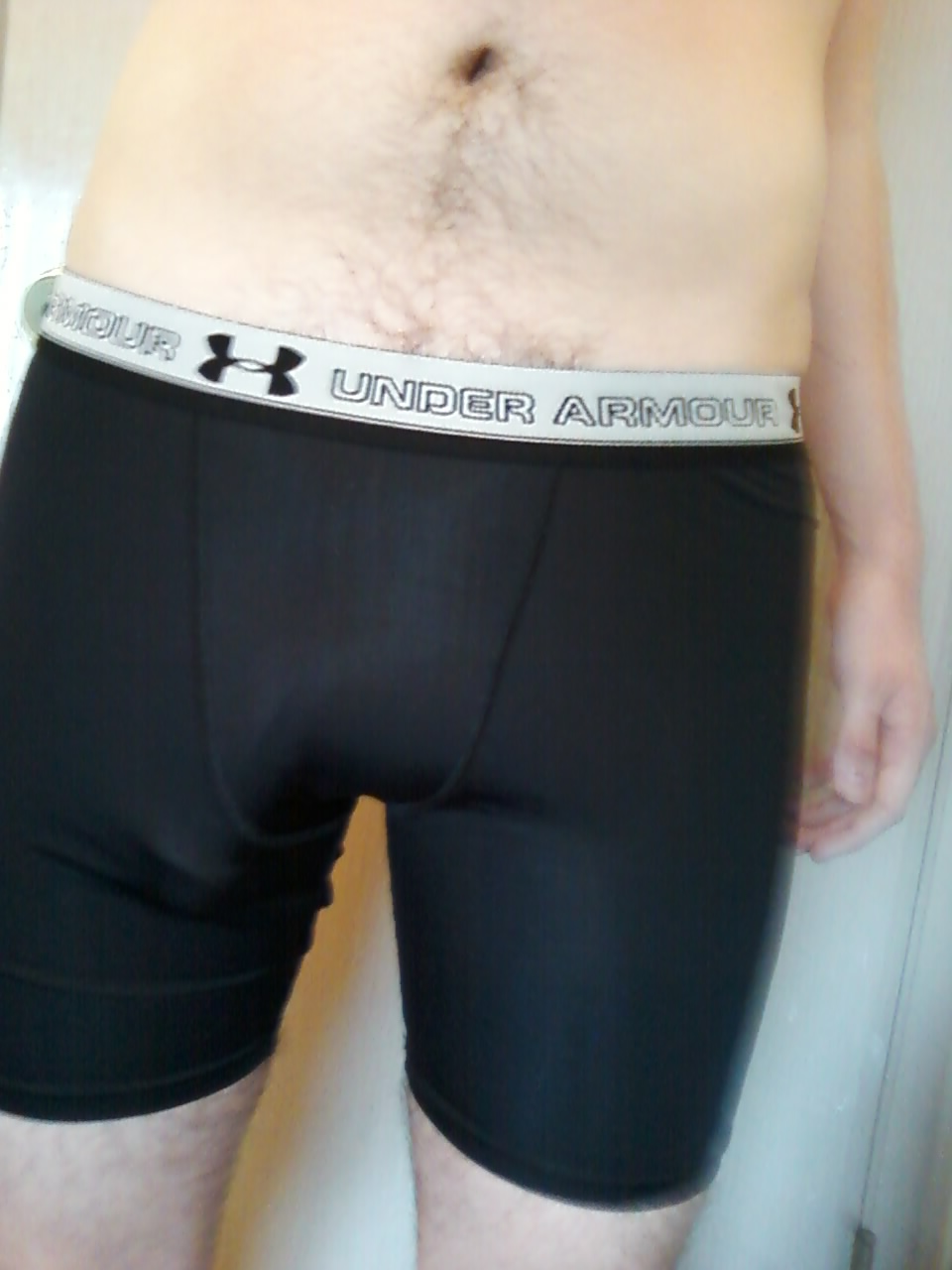
男性のへその周囲の体毛を表す俗語として用いられる

- 作詞・作曲のもんたよしのりによれば、タイトルの「ギャランドゥ」はデタラメ英語で意味はない。もんたは適当なフレーズを口ずさみながら作曲するスタイルで、この曲を作る際に発した「ギャランドゥ」という響きにパワーがあったため、正式な歌詞でも歌うよう勧めた。曲がヒットすると西城の所属事務所に意味を尋ねる電話が殺到したため、事務所は困った末に「gal undo」（ギャルのようにチャラついていない女性）という意味を後付けした[10]。
- 後年、日本では「ギャランドゥ」は男性に多い濃い体毛や、へその周囲に生えている体毛を表す俗語として定着していった[11]。これは西城やもんたなどが広めたものではなく、松任谷由実が西城の『オールスター水泳大会』での競泳用ビキニ姿に印象を受け、深夜のラジオ番組で毛深い人のことを「ギャランドゥ」と言い続けたことで広まっていったものである。西城が『オールスター水泳大会』に上半身裸の姿で出演した際、へそ下の濃い毛が話題となっていた[12]。
- 松任谷が起源となった経緯としては、『松任谷由実のオールナイトニッポン』で西城をゲストにギャランドゥ大会を行ったことで「ギャランドゥ」の別の意味を知ることとなり、以後、西城は実際命名したわけではないが「ユーミンが言い始めた」というようになった。